# Terrer
Terrer es un municipio español de la provincia de Zaragoza perteneciente a la comarca de Comunidad de Calatayud, comunidad autónoma de Aragón. Está situada a 561 m s. n. m. y su término municipal tiene un área de 33,80 km² con una población de 464 habitantes (INE 2020) y una densidad de 13,90 hab/km².
Comprende la entidad de población de Azucarera.

## Geografía
Integrado en la comarca de Calatayud, se encuentra a 93 kilómetros de la capital zaragozana. Su relieve está muy determinado por el valle del río Jalón, conocido en esta zona como vega de Terrer, atravesada por la autovía del Nordeste (entre los pK 225 y 227), la antigua carretera N-2 y el ferrocarril de alta velocidad. Al norte del valle, el relieve del territorio es más abrupto, característico del Sistema Ibérico en esta comarca, alcanzándose alturas de hasta 900 metros. Al sur del valle el relieve también es bastante irregular, y al suroeste se alza una pequeña sierra de más de 800 metros. Sin embargo, el pueblo se localiza en medio del valle a 561 metros sobre el nivel del mar. 
| Noroeste: Ateca     | Norte: Ateca, Calatayud | Noreste: Calatayud             |
| Oeste: Ateca        |                         | Este: Calatayud                |
| Suroeste: Valtorres | Sur: La Vilueña         | Sureste: Paracuellos de Jiloca |

## Arqueología
En la margen derecha del Jalón, en el lugar llamado «El Conejar», aparecieron una serie de fragmentos de cerámica a mano y a torno, estos últimos de tipo celtibérico. El yacimiento puede pertenecer a la Primera Edad del Hierro o al Bronce Final.
Quedó también al descubierto un muro de grandes sillares y forma ligeramente rectangular, cuya altura aproximada era de 1 metro.

## Historia

### Edad Antigua y Media
Hubo asentamientos celtíbero y romano en la localidad. Su antiguo nombre era Tarata y en su término municipal se libró una  batalla entre Quinto Sertorio y Metelo Pío, en el marco de las guerras sertorianas. El municipio se encuentra en el recorrido del itinerario de Antonino denominado Alio itinere ab Emerita Cesaragustam 369, por lo que con toda probabilidad, bajo los sedimentos depositados por el río Jalón se encuentre enterrada la antigua calzada romana aún por descubrirse.
Terrer aparece mencionado en el Cantar de mío Cid. El caballero castellano atravesó el valle del Jalón y del Jiloca en su camino hacia Levante e impuso su protectorado en el valle del Jalón desde el lugar llamado Alcocer.
Alcocer, tomado por mucho tiempo como lugar imaginario, ha sido localizado entre Ateca y Terrer, en la margen izquierda del Jalón. Fue una pequeña fortaleza, como su nombre indica (alqusáyr, «el castillito»), que permitía dominar un vado del Jalón.
La comarca fue definitivamente reconquistada por Alfonso I el Batallador en 1120. A partir del otorgamiento del Fuero de Calatayud, las aldeas del Jalón y del Jiloca —Terrer incluida— quedaron agrupadas formando parte de la denominada Comunidad de Calatayud.
Tras el testamento de Alfonso I, por el que donaba todos sus reinos y posesiones a las Órdenes Militares del Temple y del Hospital, el poder eclesiástico, aun después de haber sido impugnado dicho testamento, continuó detentando una buena parte del poder civil.
Por ello, pese a que las aldeas de la Comunidad de Calatayud dependían de la Corona, coexistía la jurisdicción del arcedianado de la Colegiata de Santa María sobre ellas. Dicha jurisdicción, establecida por el Papa Lucio III en 1182, en cierto modo incidía en temas políticos y económicos.
Por otra parte, Terrer tenía en su interior una «Señoría» detentada por los Martínez de Luna, con su castillo situado en la parte alta de la localidad, que tenía jurisdicción plena sobre los habitantes de su demarcación.
Así, en Terrer coexistían, por una parte, los habitantes de la aljama, vasallos del Señor del castillo y, por otra, los súbditos directos del rey, con fueros que les amparaban e integrados en la sesma del río Jalón.
Terrer dependió del Corregimiento de Calatayud hasta 1298, cuando el monarca Jaime II, a la vista de las demandas de autonomía pedidas por el pueblo, otorgó a Terrer carta propia.
En 1363, durante la Guerra de los dos Pedros, Terrer resistió el asedio de las tropas castellanas y su castillo no pudo ser conquistado.
Su heroísmo, reconocido por el monarca de Aragón Pedro IV el Ceremonioso, propició que Terrer recuperara los privilegios abolidos durante los tres años de dominación castellana.
Cuentan las crónicas que en la villa de Terrer «se hicieron las más logradas paces entre Don Pedro el Ceremonioso y Don Pedro I el Cruel».
No obstante, Terrer aún siguió dependiendo en ciertos aspectos de la Comunidad de Calatayud hasta que Martin I el Humano dictó un laudo en virtud del cual la jurisdicción criminal volvía a Terrer y se modificaba el estatuto del Consejo de Calatayud (1398).

### Edad Moderna y Contemporánea
A mediados del siglo XIX, el historiador Pascual Madoz refiere que Terrer: «tiene 104 casas, inclusas las del ayuntamiento y cárcel... sobre el [río Jalón] tiene un puente de madera». Asimismo señala que en la población había una cantera de piedra y otras de yeso, así como una fábrica de aguardiente y un molino harinero.
A principios de siglo XX se estableció en Terrer la «Compañía de Azúcares y Alcoholes de Terrer», con una fábrica azucarera que, en la faceta agrícola, facilitó el cultivo de la remolacha, y en la faceta social, procuró trabajo a vecinos de la localidad y de los pueblos cercanos.

## Demografía
Terrer cuenta con una población de 585 habitantes (INE 2024).
| Gráfica de evolución demográfica de Terrer entre 1842 y 2021                                                        |
| |
| Población de derecho según los censos de población del INE Población de hecho según los censos de población del INE |

| Nacionalidad | Hombres | Mujeres | Total | %     | Proporción |
| ------------ | ------- | ------- | ----- | ----- | ---------- |
| Española     | 226     | 188     | 414   | 73.2% |            |
| Extranjera   | 88      | 63      | 151   | 26.7% |            |

En el fogaje de 1495 —censo ordenado por Fernando el Católico—, Terrer figura con 124 «fuegos» u hogares, lo que equivale a unos 620 habitantes.
Y a mediados del siglo XIX, el censo de 1857 registra una población de 978 habitantes para la localidad.
Es en siglo XX cuando Terrer alcanza su techo demográfico, 1933 habitantes, en 1930. A partir de esa fecha, la población del municipio ha ido decreciendo paulatinamente hasta los 464 habitantes de 2020.

## Administración y política
| Período   | Alcalde                     | Partido |  |
| --------- | --------------------------- | ------- |  |
| 1979-1983 | José Luis Gormedino Bernal  | UCD     |  |
| 1983-1987 | Ángel Martínez Moral        | PAR     |  |
| 1987-1991 | José Luis Gormedino Bernal  | PAR     |  |
| 1991-1995 | Félix Pedro Bernal Pérez    | PSOE    |  |
| 1995-1999 | José Martínez Villar        | PP      |  |
| 1999-2003 | José Martínez Villar        | PP      |  |
| 2003-2007 | José Martínez Villar        | PP      |  |
| 2007-2011 | Francisco Marco Saz         | PSOE    |  |
| 2011-2015 | Tomás José Escolano Serrano | PP      |  |
| 2015-2019 | Tomás José Escolano Serrano | PP      |  |

| Partido político    | Partido político                                   | 2003   | 2007   | 2011   | 2015   |
| Partido político    | Partido político                                   | Ediles | Ediles | Ediles | Ediles |
|                     | Partido Popular de Aragón (PP)                     | 4      | 3      | 4      | 4      |
|                     | Partido de los Socialistas de Aragón (PSOE-Aragón) | 3      | 2      | 2      | 2      |
|                     | Partido Aragonés (PAR)                             | 0      | 2      | 1      | 1      |
| Total de concejales | Total de concejales                                | 7      | 7      | 7      | 7      |

## Patrimonio

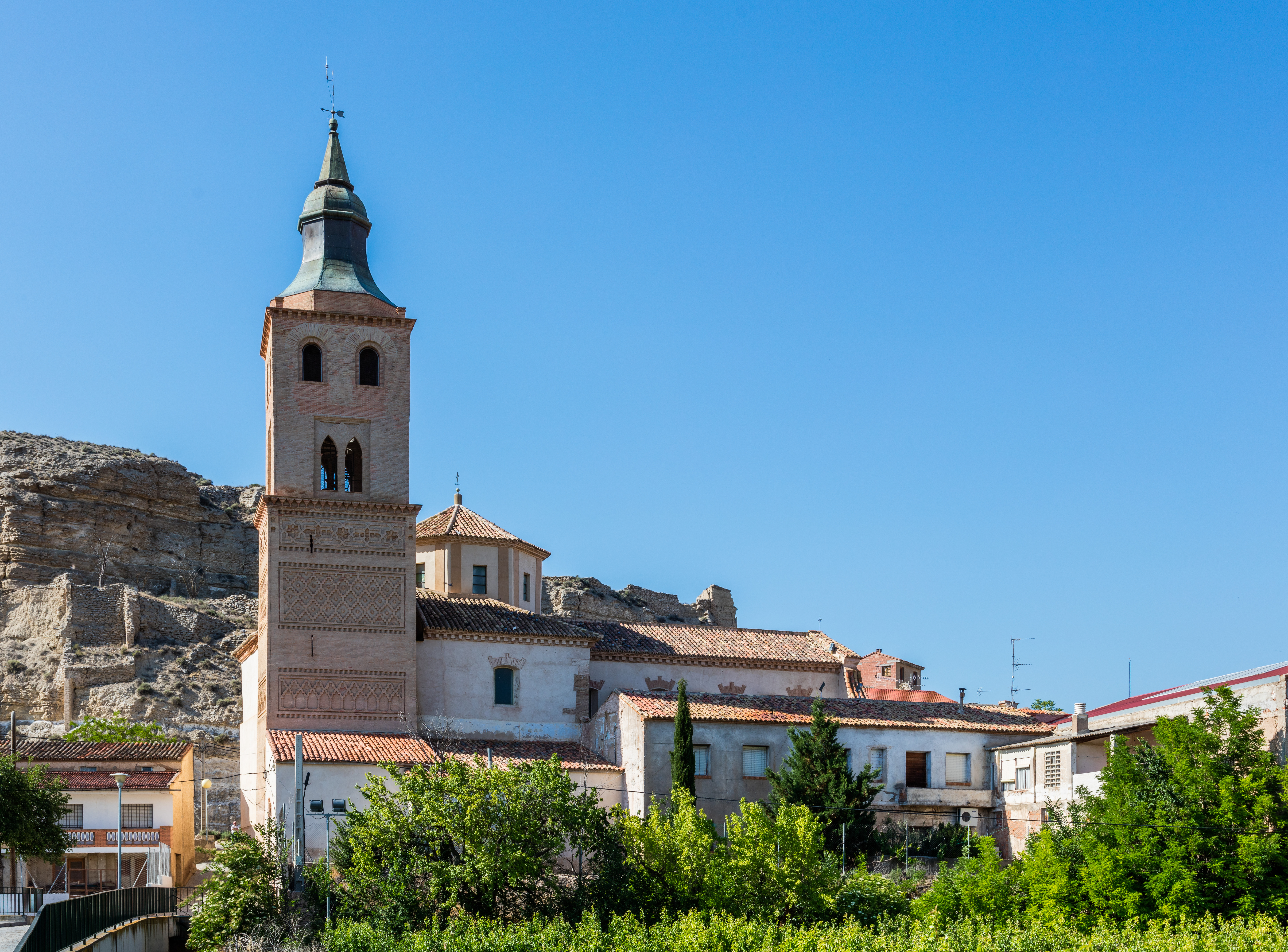
Iglesia de la Asunción, originariamente de los siglos

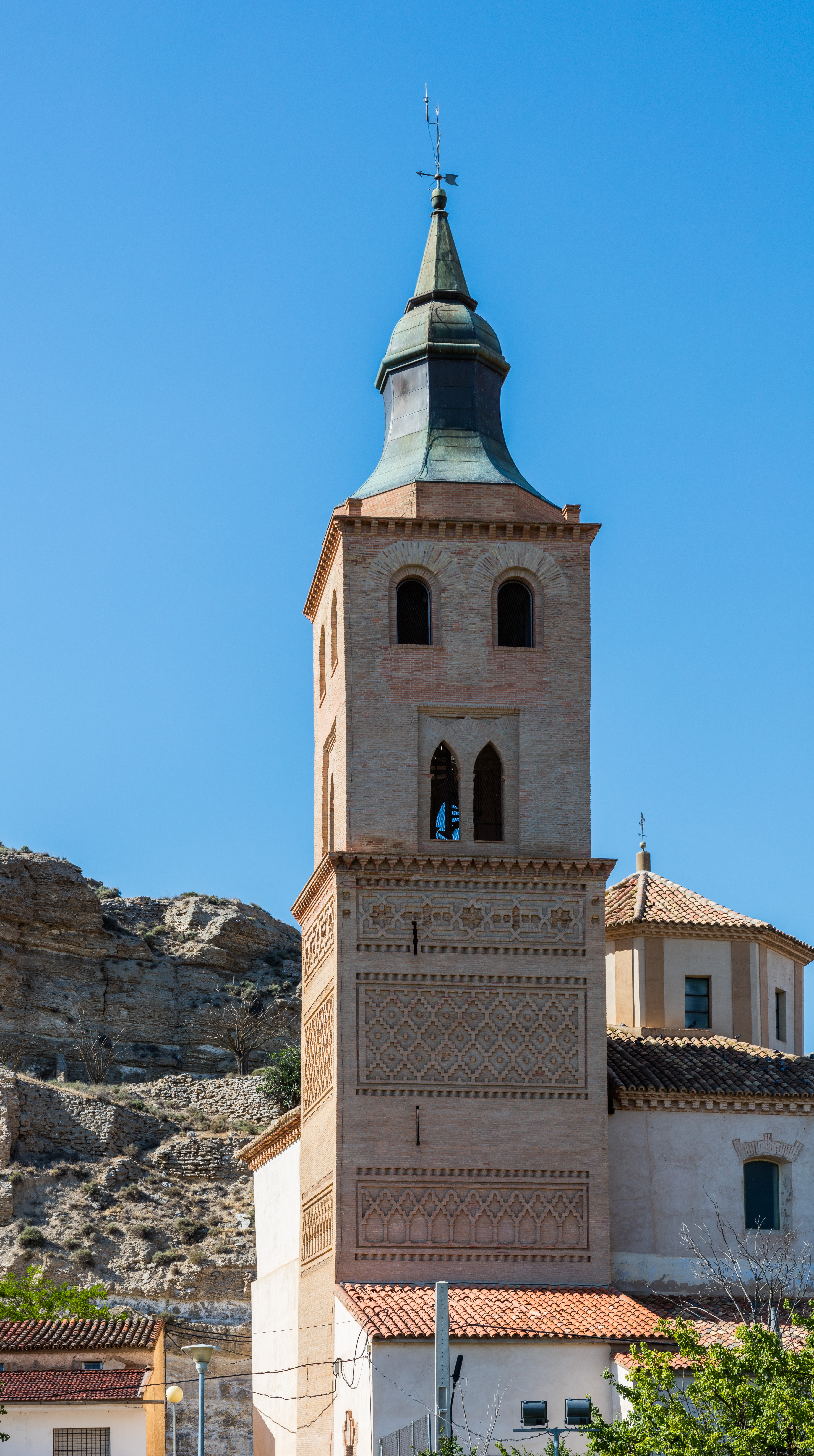
Detalle de la torre de la Iglesia de la Asunción

El casco urbano de Terrer tiene un trazado bastante irregular, destacando sobre su caserío la torre mudéjar de la Iglesia de la Asunción.
La construcción del templo data de los siglos XIV y XV pero el edificio fue profundamente transformado en época barroca. Del edificio original de estilo mudéjar tan solo se conservan la torre —datada en torno a 1400— y parte del ábside poligonal.
Al exterior, el cuerpo inferior concentra toda la labor decorativa, realizada en ladrillo resaltado y cerámica. En su ornamentación se aprecian platos reutilizados de cerámica blanca con motivos decorativos en verde y manganeso, que han hecho pensar en un posible mecenazgo por parte del Papa Benedicto XIII.
Los restos del antiguo castillo musulmán del siglo IX se alzan sobre la cumbre de un pequeño cerro. El castillo fue conquistado por el Cid Campeador en 1081, según consta en el Cantar de mío Cid.
Por ello, Terrer, localidad situada en el itinerario que siguió el héroe castellano hacia el exilio, forma parte del denominado Camino del Cid.
En cualquier caso, la conquista definitiva del Castillo de Terrer por los cristianos tuvo lugar en 1122.
De este histórico castillo quedan muy pocos vestigios, consistentes en restos de muros construidos en tapial que probablemente formaron parte del doble recinto defensivo que rodeaba a la fortaleza. Hasta hace pocos años se conservaba parte de una torre de planta cuadrada que fue derribada por su estado ruinoso.

## Festividades
- La festividad en honor a San Gregorio se celebra el día 9 de mayo.
- Las fiestas en honor a San Pascual Bailón tienen lugar el domingo siguiente al 17 de mayo. Fiesta declarada de interés turístico regional (BOA 16-12-1994). Entre otras actividades, se preparan diecisiete calderas de judías con diferentes ingredientes que se distribuyen entre todos los asistentes a la fiesta.
- El 13 de junio son las fiestas de San Antonio de Padua, a quien se honra con la procesión y el canto de las auroras.
- Las fiestas patronales  de Terrer, en honor a Santa Bárbara, se celebran el 4 de diciembre.